# Mistrzostwa Świata Juniorów w Lekkoatletyce 1996
Mistrzostwa Świata Juniorów w Lekkoatletyce 1996 – szósta edycja mistrzostw świata juniorów odbyła się w Sydney, w Australii. Zawody zorganizowano między 20 a 25 sierpnia na Sydney International Athletic Centre. Reprezentanci Polski wywalczyli dwa medale – złoto w rzucie młotem zdobył Maciej Pałyszko, a srebro Tomasz Ścigaczewski w biegu na 110 m przez płotki.

## Rezultaty

### Mężczyźni
| Konkurencja:          | Złoto:                                                                              | Złoto:      | Srebro:                                                                     | Srebro:  | Brąz:                                                                        | Brąz:    |
| --------------------- | ----------------------------------------------------------------------------------- | ----------- | --------------------------------------------------------------------------- | -------- | ---------------------------------------------------------------------------- | -------- |
| 100 m                 | Francis Obikwelu · Nigeria                                                          | 10,21       | Seun Ogunkoya · Nigeria                                                     | 10,25    | Francesco Scuderi · Włochy                                                   | 10,43    |
| 200 m                 | Francis Obikwelu · Nigeria                                                          | 20,47       | Riaan Dempers · Południowa Afryka                                           | 20,96    | Bryan Harrison · Stany Zjednoczone                                           | 21,10    |
| 400 m                 | Obea Moore · Stany Zjednoczone                                                      | 45,27       | Jerome Davis · Stany Zjednoczone                                            | 45,86    | Shane Niemi · Kanada                                                         | 45,94    |
| 800 m                 | Joseph Mutua · Kenia                                                                | 1:48,21     | Tom Lerwill · Wielka Brytania                                               | 1:48,40  | Grant Cremer · Australia                                                     | 1:48,46  |
| 1500 m                | Shadrack Langat · Kenia                                                             | 3:38,96     | Mohamed Yagoub Babiker · Sudan                                              | 3:39,17  | Miloud Abaoub · Algieria                                                     | 3:39,37  |
| 5000 m                | Assefa Mezgebu · Etiopia                                                            | 13:35,30 CR | David Chelule · Kenia                                                       | 13:36,27 | Aaron Gabonewe · Południowa Afryka                                           | 13:46,19 |
| 10 000 m              | Assefa Mezgebu · Etiopia                                                            | 28:27,78    | David Chelule · Kenia                                                       | 28:29,14 | Tetsuhiro Furuta · Japonia                                                   | 28:31,61 |
| 110 m przez płotki    | Yoel Hernández · Kuba                                                               | 13,83       | Tomasz Ścigaczewski · Polska                                                | 13,88    | Jovesa Naivalu · Fidżi                                                       | 13,91    |
| 400 m przez płotki    | Mubarak an-Nubi · Katar                                                             | 49,07 CR    | Llewellyn Herbert · Południowa Afryka                                       | 49,15    | Angelo Taylor · Stany Zjednoczone                                            | 50,18    |
| 3000 m z przeszkodami | Julius Chelule · Kenia                                                              | 8:33,09     | Kipkurui Misoi · Kenia                                                      | 8:33,31  | Ali Ezzine · Maroko                                                          | 8:35,60  |
| Chód na 10 000 m      | Francisco Javier Fernández · Hiszpania                                              | 40:38,25    | David Márquez · Hiszpania                                                   | 41:03,73 | Nathan Deakes · Australia                                                    | 41:11,44 |
| 4 × 100 m             | Stany Zjednoczone · Vince Williams · Jerome Davis · Obea Moore · Lawrence Armstrong | 39,36       | Francja · Vincent Caure · Didier Héry · Ruddy Zami · David Patros           | 39,47    | Australia · Peter Missingham · David Baxter · Paul Pearce · Paul Di Bella    | 39,62    |
| 4 × 400 m             | Stany Zjednoczone · Desmond Johnson · Jerome Davis · Robin Martin · Obea Moore      | 3:03,65     | Japonia · Hiroki Takahashi · Dai Tamesue · Masayuki Okusako · Shinji Morita | 3:06,01  | Wielka Brytania · Kris Stewart · Tom Lerwill · Mark Rowlands · Geoff Dearman | 3:06,76  |
| Skok wzwyż            | Mark Boswell · Kanada                                                               | 2,24        | Ben Challenger · Wielka Brytania · Svatoslav Ton · Czechy                   | 2,21     |                                                                              |          |
| Skok o tyczce         | Paul Burgess · Australia                                                            | 5,35        | Patrik Kristiansson · Szwecja                                               | 5,30     | Danny Ecker · Niemcy                                                         | 5,30     |
| Skok w dal            | Ołeksij Łukaszewycz · Ukraina                                                       | 7,91        | Raúl Fernández · Hiszpania                                                  | 7,75     | Nathan Morgan · Wielka Brytania                                              | 7,74     |
| Trójskok              | René Hernández · Kuba                                                               | 16,50       | Michael Calvo · Kuba                                                        | 16,17    | Ionuț Pungă · Rumunia                                                        | 16,15    |
| Pchnięcie kulą        | Ralf Bartels · Niemcy                                                               | 18,71       | Justin Anlezark · Australia                                                 | 18,21    | Clay Cross · Australia                                                       | 17,69    |
| Rzut dyskiem          | Casey Malone · Stany Zjednoczone                                                    | 56,22       | Roland Varga · Węgry                                                        | 55,20    | Frank Casañas · Kuba                                                         | 54,86    |
| Rzut oszczepem        | Sergey Voynov · Uzbekistan                                                          | 79,78       | Harri Haatainen · Finlandia                                                 | 76,12    | Steven Madeo · Australia                                                     | 73,88    |
| Rzut młotem           | Maciej Pałyszko · Polska                                                            | 71,24       | Wadzim Dziewiatouski · Białoruś                                             | 70,88    | Roman Koniewcow · Rosja                                                      | 70,32    |
| Dziesięciobój         | Attila Zsivoczky · Węgry                                                            | 7582        | Dean Macey · Wielka Brytania                                                | 7480     | Chiel Warners · Holandia                                                     | 7368     |

### Kobiety
| Konkurencja:       | Złoto:                                                                               | Złoto:   | Srebro:                                                                      | Srebro:  | Brąz:                                                                              | Brąz:    |
| ------------------ | ------------------------------------------------------------------------------------ | -------- | ---------------------------------------------------------------------------- | -------- | ---------------------------------------------------------------------------------- | -------- |
| 100 m              | Nora Iwanowa · Bułgaria                                                              | 11,32    | Andrea Anderson · Stany Zjednoczone                                          | 11,43    | Esther Möller · Niemcy                                                             | 11,46    |
| 200 m              | Sylviane Félix · Francja                                                             | 23,16    | Lauren Hewitt · Australia                                                    | 23,32    | Nora Iwanowa · Bułgaria                                                            | 23,59    |
| 400 m              | Andreea Barlacu · Rumunia                                                            | 52,32    | Suziann Reid · Stany Zjednoczone                                             | 53,17    | Rosemary Hayward · Australia                                                       | 53,28    |
| 800 m              | Claudia Gesell · Niemcy                                                              | 2:02,67  | Kathleen Friedrich · Niemcy                                                  | 2:02,70  | Nancy Langat · Kenia                                                               | 2:03,21  |
| 1500 m             | Kutre Dulecha · Etiopia                                                              | 4:08,65  | Jackline Maranga · Kenia                                                     | 4:08,98  | Shura Hutesa · Etiopia                                                             | 4:09,49  |
| 3000 m             | Anita Weyermann · Szwajcaria                                                         | 8:50,73  | Edna Kiplagat · Kenia                                                        | 8:53,06  | Etaferahu Tarekegne · Etiopia                                                      | 8:53,77  |
| 5000 m             | Ayelech Worku · Etiopia                                                              | 15:40,03 | Olivera Jevtić · Jugosławia                                                  | 15:40,59 | Cristina Iloc · Rumunia                                                            | 15:41,44 |
| 100 m przez płotki | Joyce Bates · Stany Zjednoczone                                                      | 13,27    | Glory Alozie · Nigeria                                                       | 13,30    | Tan Yali · Chiny                                                                   | 13,37    |
| 400 m przez płotki | Ulrike Urbansky · Niemcy                                                             | 56,65    | Vicki Jamison · Wielka Brytania                                              | 57,57    | Tanya Jarrett · Jamajka                                                            | 57,91    |
| Chód na 5000 m     | Irina Stankina · Rosja                                                               | 21:31,85 | Olga Panfiorowa · Rosja                                                      | 21:52,27 | Claudia Iovan · Rumunia                                                            | 21:57,11 |
| 4 × 100 m          | Stany Zjednoczone · Andrea Anderson · Lakeesha White · Jernae Wright · Nanceen Perry | 43,79    | Jamajka · Tulia Robinson · Peta-Gaye Dowdie · Saran Patterson · Aleen Bailey | 44,26    | Niemcy · Sandra Abel · Esther Möller · Nancy Kette · Marion Wagner                 | 44,57    |
| 4 × 400 m          | Niemcy · Peggy Müller · Claudia Gesell · Doreen Harstick · Ulrike Urbansky           | 3:31,12  | Rumunia · Medina Tudor · Anca Safta · Otilia Ruicu · Andrea Burlacu          | 3:32,16  | Australia · Jennifer Marshall · Tamsyn Lewis · Josephine Fowley · Rosemary Hayward | 3:32,47  |
| Skok wzwyż         | Julija Lachowa · Rosja                                                               | 1,93     | Győrffy Dóra · Węgry                                                         | 1,91     | Swietłana Łapina · Rosja                                                           | 1,91     |
| Skok w dal         | Guan Yingnan · Chiny                                                                 | 6,53     | Cristina Nicolau · Rumunia                                                   | 6,47     | Johanna Halkoaho · Finlandia                                                       | 6,38     |
| Trójskok           | Tereza Marinowa · Bułgaria                                                           | 14,62 CR | Cristina Nicolau · Rumunia                                                   | 13,64    | Adelina Gavrilă · Rumunia                                                          | 13,50    |
| Pchnięcie kulą     | Song Feina · Chiny                                                                   | 16,58    | Nadine Beckel · Niemcy                                                       | 16,39    | Jelena Iwanienko · Białoruś                                                        | 16,22    |
| Rzut dyskiem       | Ma Shuli · Chiny                                                                     | 56,32    | Seilala Sua · Stany Zjednoczone                                              | 56,32    | Zhang Yaqing · Chiny                                                               | 55,70    |
| Rzut oszczepem     | Osleidys Menéndez · Kuba                                                             | 60,96    | Nikolett Szabó · Węgry                                                       | 58,34    | Bina Ramesh · Francja                                                              | 57,70    |
| Siedmiobój         | Jelizawieta Szałygina · Rosja                                                        | 5711     | Johanna Halkoaho · Finlandia                                                 | 5656     | Hana Doleželová · Czechy                                                           | 5504     |